# Бокаловидная клетка

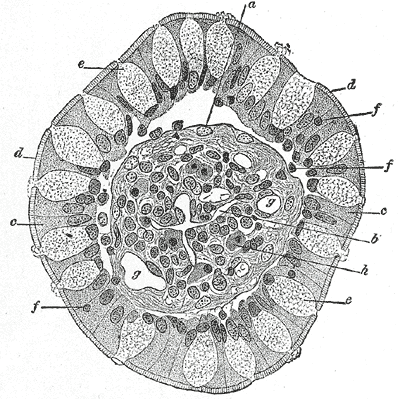
Бокаловидные клетки на разрезе ворсинки эпителия кишечника человека (помечены литерой e). Увеличение в 350 раз.

Бокаловидные клетки (синонимы: энтероциты бокаловидные, бокаловидные экзокриноциты; лат. enterocytus caliciformis) — продуцирующие слизь клетки эпителия слизистой оболочки кишечника, эпителия дыхательных путей и других органов позвоночных животных и человека. Бокаловидные клетки часто называют одноклеточными железами.

## Локализация
Бокаловидные клетки – вид энтероцитов. Располагаются на кишечных ворсинках поодиночке среди каёмчатых энтероцитов. Обычно отсутствуют на самой вершине ворсинки, а также на дне крипты. В тонкой кишке человека составляют 9,5 % от всех клеток эпителиального пласта. Число бокаловидных клеток увеличивается в дистальном направлении кишки.
Кроме кишечника, бокаловидные клетки имеются в слизистой оболочке дыхательных путей, в конъюнктиве глаз, протоках поджелудочной и околоушных слюнных желёз. В дыхательных путях больше всего бокаловидных клеток находится в экстраторакальной части (той, которая находится за пределами грудной клетки) трахеи, с уменьшением диаметра бронхов их количество существенно сокращается, а в бронхиолах менее 1 мм их нет совсем.

## Структура и функции
Бокаловидные клетки накапливают гранулы муциногена, которые, абсорбируя воду, набухают и превращаются в муцин (основной компонент слизи). При этом клетки обретают форму бокала, суженного у основания (где находится ядро) и округлой широкой в апикальной, верхней части. Затем набухшая верхняя часть бокаловидной клетки разрушается, слизь переходит в просвет органа, клетка приобретает призматическую форму и снова начинает накапливать муциноген. Слизь, выделяемая бокаловидными клетками, служит для увлажнения поверхности слизистой оболочки кишечника и этим способствует продвижению химуса, а также участвует в процессах пристеночного пищеварения и в защите оболочки кишечника от механических повреждений, которые мог бы нанести ему химус, не покрытый слизью.
Апикальная часть бокаловидных клеток имеет исчерченную каёмку, подобно каёмчатым энтероцитам. Однако, в отличие от каёмчатых энтероцитов, микроворсинки каёмки у бокаловидных клеток расположены реже и неодинаковы по высоте.

## Метаплазия бокаловидных клеток
При некоторых патологиях бокаловидные клетки могут встречаться в тканях и органах, в которых в норме они или отсутствуют, или присутствуют в значительно меньшем количестве. Часто такая метаплазия является предраковым состоянием. Так, при пищеводе Барретта, осложнении гастроэзофагеальной рефлюксной болезни, рассматриваемом как предраковое состояние пищевода, бокаловидные клетки обнаруживаются в пищеводе.
Наличие бокаловидных клеток в слизистой оболочке желудка считается важнейшим диагностическим признаком кишечной метаплазии (состояние предрака желудка).
Гиперплазия бокаловидных клеток дыхательных путей с переходом в метаплазию и дисплазию или без является патологическим состоянием — предшественником рака лёгких.